# دار جواد

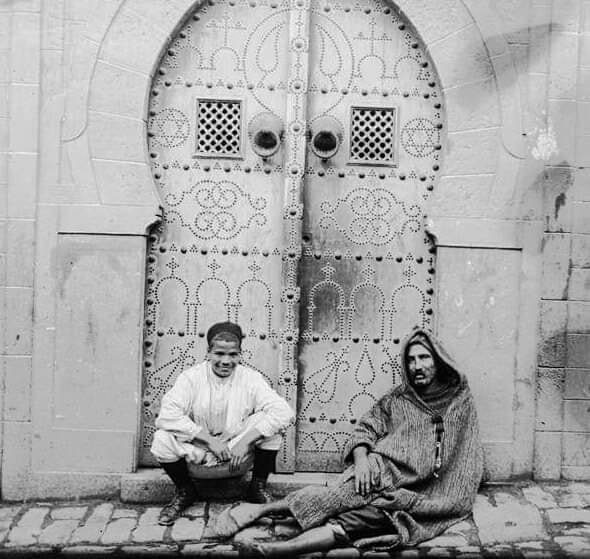
رجلان قاعدان عند باب دار جواد

دار جواد كانت سجنًا دينيًا للنساء في تونس لإيواء النساء اللواتي قُضي بأنهن عاصيات أو متمردات. استمر وجودها من القرن السادس عشر حتى منتصف القرن العشرين، وقد عكست المعايير الاجتماعية المتعلقة بأدوار الجنسين والطاعة الزوجية ضمن الإطار القانوني الإسلامي لذلك الوقت. 

## تاريخ
تأسست دار جواد في القرن السادس عشر، وكانت تعمل تحت نظام محكمة دينية، تقضي في القضايا دون إمكانية للاستئناف. كانت النساء المرسلات إلى دار جواد غالبًا متهمات من قبل أزواجهن أو أوصيائهن الذكور بالعصيان أو التمرد وكان يُحكم عليهن من قبل قاضيين، يمثلان، على التوالي، مدرستي الفقه الإسلامي في تونس، المذهب الحنفي والمذهب المالكي. كانت المؤسسة جزءًا من آلية اجتماعية أوسع لتنظيم سلوك المرأة والحفاظ على الهياكل الأسرية التقليدية.  أدت إصلاحات الحبيب بورقيبة ، وخاصة مجلة الأحوال الشخصية لعام 1956، إلى إغلاق دار جواد في عام 1957.

## دار جواد في الثقافة
تمت إعادة النظر في تأثير دار جواد وأهميتها التاريخية في الثقافة التونسية المعاصرة، ولا سيما من خلال عمل المخرجة سلمى بكار . يتطرق فيلمها " الجايدة " إلى قصص النساء المحتجزات في دار جواد، ويلفت الانتباه إلى كفاحهن وصمودهن. ويعتمد الفيلم على أبحاث تاريخية وشهادات شخصية، مسلطا الضوء على دور المؤسسة في السياق الأوسع لتطور المجتمع التونسي، وخاصة فيما يتعلق بحقوق المرأة. 

## إرث
وجاء إغلاق دار جواد في أعقاب صدور قانون الأحوال الشخصية من قبل الحبيب بورقيبة في عام 1956، والذي ألغى ممارسات مثل الطلاق بالثلاثة وتعدد الزوجات واشترط الموافقة المتبادلة على الزواج. يمثل هذا الإصلاح القانوني لحظة محورية في النهوض بحقوق المرأة في تونس، حيث يرمز اختفاء دار جواد إلى الانفصال عن اضطهاد الماضي وخطوة نحو تحقيق قدر أكبر من المساواة بين الجنسين. 
1. 1 2  Largueche، Dalenda (1991). "Dar Joued ou l'oubli dans la mémoire" (PDF). Annuaire de I"Afrique du Nord. ج. XXX. مؤرشف من الأصل (PDF) في 2024-02-20.
2. 1 2 3 4  "Le secret dévoilé de Dar Joued" [The secrets of Dar Joued revealed]. Le Temps (Tunisia) (بالفرنسية). 30 Nov 2017. Archived from the original on 2024-02-20.
3. ↑  Baccar، Selma (9 نوفمبر 2017)، El Jaida (Drama, History)، Wajiha Jendoubi, Souhir Ben Amara, Fatma Ben Saïdane، CTV Services, Inter Medias Production، مؤرشف من الأصل في 2024-02-20، اطلع عليه بتاريخ 2024-02-19